# آندره نزاپایکه
آندره نزاپایکه (انگلیسی: André Nzapayeké؛ زادهٔ ۲۰ اوت ۱۹۵۱) یک سیاست‌مدار اهل جمهوری آفریقای مرکزی است.